# Миньоны: Грювитация (саундтрек)
| Оценки критиков | Оценки критиков |
| Источник        | Оценка          |
| --------------- | --------------- |
| Pitchfork       | 6.0/10          |

Minions: The Rise of Gru (Original Motion Picture Soundtrack) — альбом саундтреков к одноимённому мультфильму, выпущенный 1 июля 2022 года лейблами Decca Records и Verve Records. Саундтрек, спродюсированный Джеком Антоноффом, состоит из каверов на известные песни 1970-х годов в жанрах поп, фанк и соул. Песня «Turn Up the Sunshine» от Дайаны Росс и Tame Impala стала ведущим синглом альбома и вышла 20 мая 2022 года. Вторым синглом стал кавер Кали Учис на песню «Desafinado», выпущенный 27 мая, а третьим — кавер St. Vincent на песню «Funkytown», вышедший 3 июня. Также вышли каверы на песни «Hollywood Swinging» от Brockhampton и «Dance to the Music» от H.E.R..

## Список композиций
Вся музыка спродюсирована Джеком Антоноффом за исключением треков № 2 (Антонофф и Майки Фридом Харт), № 3 (Антонофф и St. Vincent), № 18 (RZA) и № 19 (Эйтор Перейра).
| №                   | Название                                         | Автор(ы) | Исполнитель                 | Длительность |
| ------------------- | ------------------------------------------------ | --- | --------------------------- | ------------ |
| 1.                  | «Turn Up the Sunshine» (при участии Tame Impala) | Джек Антонофф Патрик Бергер Сэм Дью Кевин Паркер                                                                  | Дайана Росс                 | 3:50         |
| 2.                  | «Shining Star» (при участии Вердина Уайта)       | Морис Уайт Ларри Данн Филип Бэйли                                                                                 | Бриттани Ховард             | 2:52         |
| 3.                  | «Funkytown»                                      | Стив Гринберг | St. Vincent                 | 4:23         |
| 4.                  | «Hollywood Swinging»                             | Роберт Белл Рональд Белл Джордж М. Браун Роберт «Спайк» Микенс Клэйдс Чарльз Смит Деннис Р. Томас Рик Э. Уэстфилд | Brockhampton                | 2:30         |
| 5.                  | «Desafinado»                                     | Ньютон Феррера де Мендонса Джон Хендрикс Джесси Кавана Антониу Карлос Жобим                                       | Кали Учис                   | 2:10         |
| 6.                  | «Bang Bang»                                      | Сонни Боно | Кэролайн Полачек            | 2:19         |
| 7.                  | «Fly Like an Eagle»                              | Стив Миллер | Thundercat                  | 2:58         |
| 8.                  | «Goodbye to Love»                                | Ричард Карпентер Джон Беттис                                                                                      | Фиби Бриджерс               | 4:02         |
| 9.                  | «Instant Karma!»                                 | Джон Леннон | Bleachers                   | 3:41         |
| 10.                 | «You're No Good»                                 | Клинт Баллард-младший                                                                                             | Уайз Блад                   | 3:36         |
| 11.                 | «Vehicle»                                        | Джим Петерик | Гэри Кларк-младший          | 2:55         |
| 12.                 | «Dance to the Music»                             | Слай Стоун | H.E.R.                      | 2:43         |
| 13.                 | «Black Magic Woman»                              | Питер Грин | Тиера Вок                   | 4:09         |
| 14.                 | «Cool»                                           | | Вердин Уайт                 | 2:54         |
| 15.                 | «Born to Be Alive»                               | Патрик Эрнандес                                                                                                   | Джексон Ван                 | 3:12         |
| 16.                 | «Cecilia»                                        | Пол Саймон | Пьер Коффен в роли миньонов | 2:14         |
| 17.                 | «Bang Bang»                                      | Боно | G.E.M.                      | 2:18         |
| 18.                 | «Kung Fu Suite»                                  | | RZA                         | 1:32         |
| 19.                 | «Minions: Rise of Gru Score Suite»               | Эйтор Перейра | Перейра                     | 3:50         |
| Общая длительность: | Общая длительность:                              | Общая длительность:                                                                                               | Общая длительность:         | 58:07        |